# 玛祜
玛祜（穆麟德轉寫：mahū；1628年—1676年），又瑪琥，字篤周，哲伯氏（又哲栢氏），滿洲鑲紅旗人。清朝初期政治人物，进士出身。

## 生平
順治九年，登壬辰科滿洲進士，授刑部員外郎。康熙年間，任欽天監監正。康熙八年，以右副都御史銜，任江寧巡撫，卒於官，諡清恪。

## 家庭
- 始祖巴哈哈。“巴哈哈，鑲紅旗人，世居漢楚哈地方，來歸年分無考。其元孫額爾楚克原任佐領。四世孫巴哈納亦原任佐領，瑪琥原任江蘇巡撫”（《八旗滿洲氏族通譜》卷56）。
- 高祖。
- 曾祖。
- 祖父。
- 父。同辈：額爾楚克，佐領。
- 同辈：巴哈納，佐領。薩哈塔，從征陜西，陣亡，贈世袭雲騎尉。